# Pont des Arts et Métiers
Le pont des Arts et Métiers est un pont franchissant la Maine à Angers, dans le département de Maine-et-Loire et la région des Pays de la Loire, en France.

## Histoire
Le pont est inauguré le 29 juin 2019.

Le pont en construction
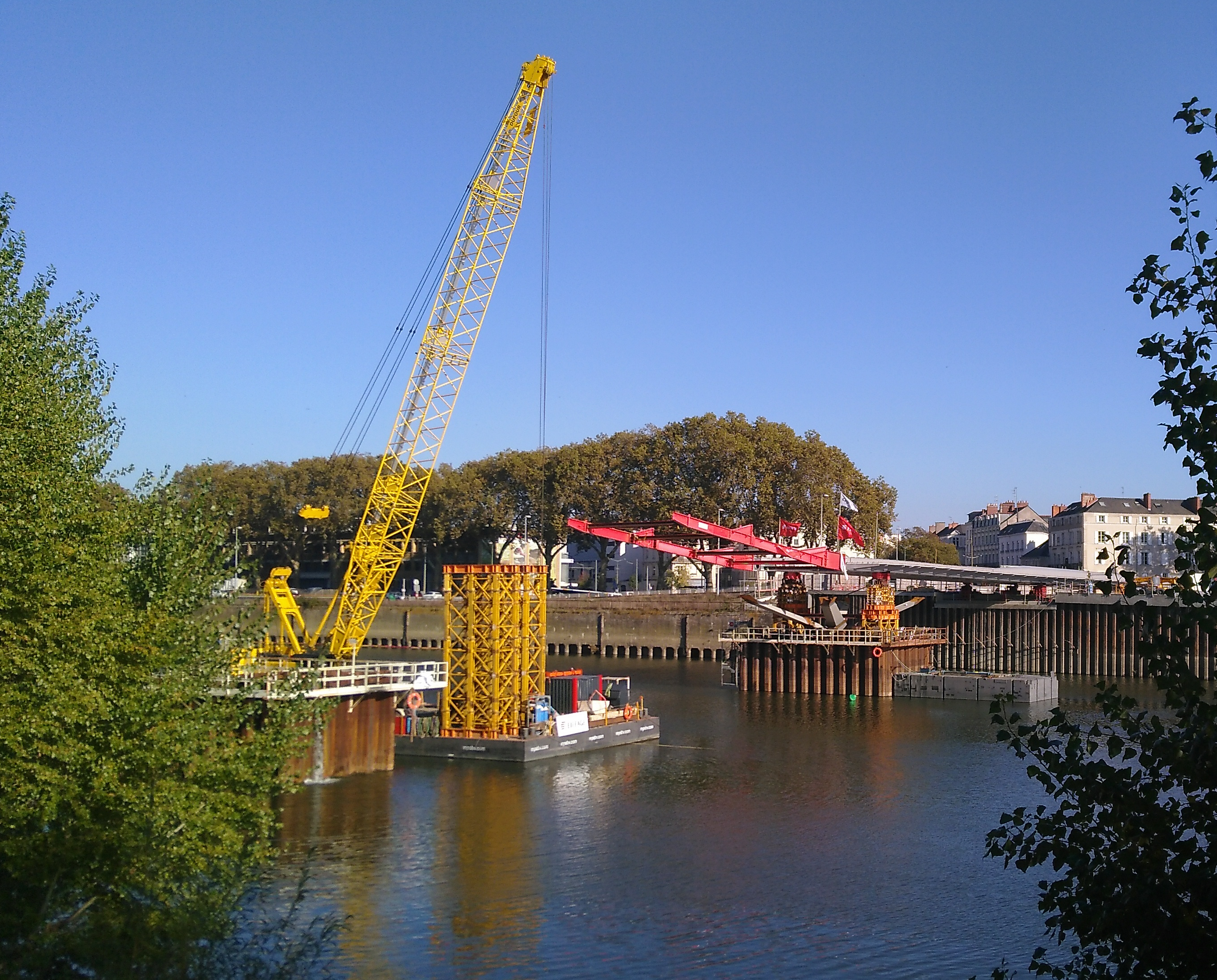
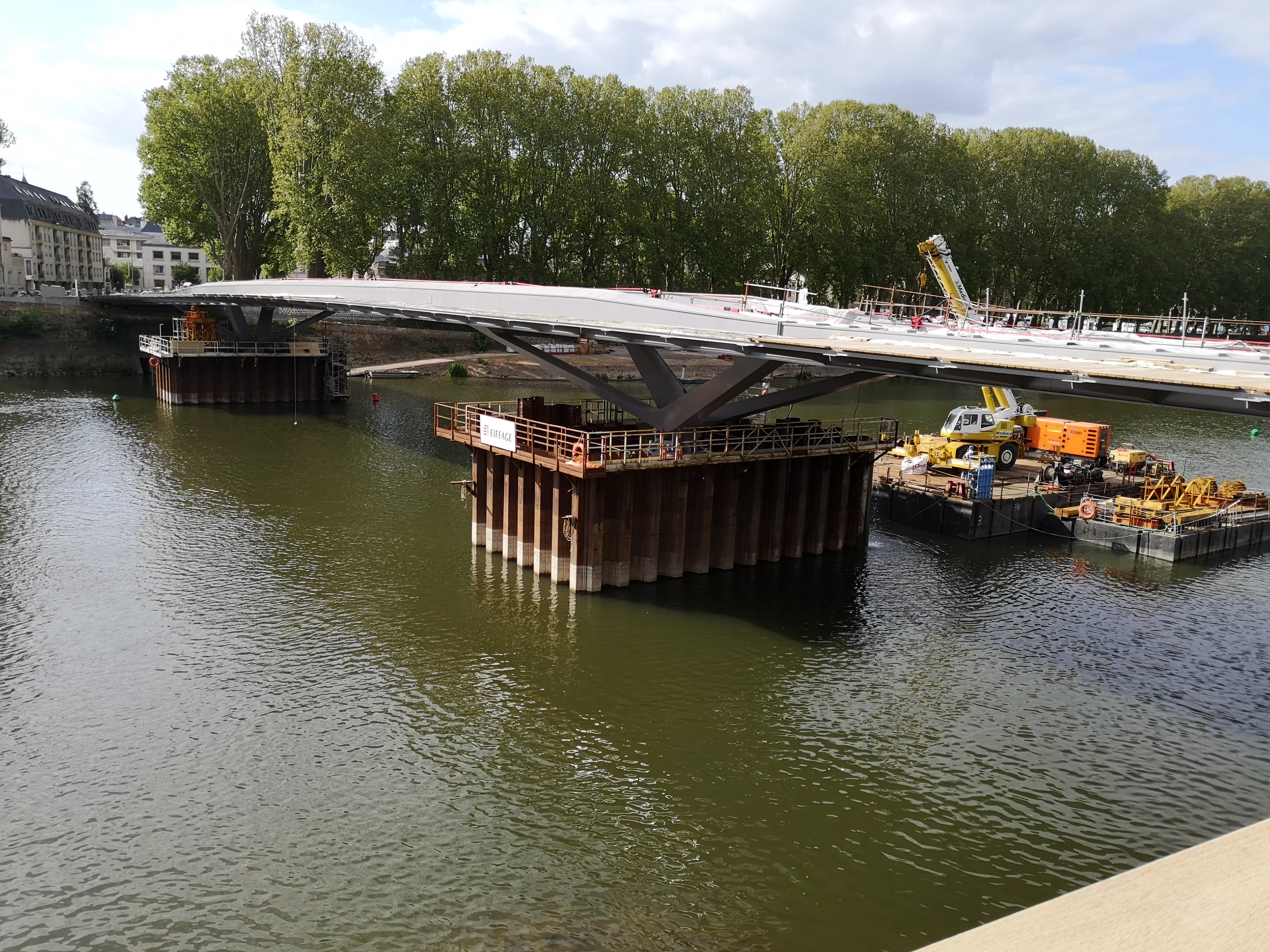

Il est emprunté par les lignes B et C du tramway d'Angers à compter de leur mise en service simultanée le 8 juillet 2023.
Il se situe à l'emplacement de l'ancien pont des Treilles (XVIIème).